# Вейнберг, Йоэль Песахович
Иоэл Песахович (Йоэль Пейсахович) Вейнберг (1 сентября 1922, Рига — 20 мая 2011, Иерусалим) — советский, латвийский и израильский учёный, библеист.

## Биография

### Детство и юность, война
Родился 1 сентября 1922 года в Риге. Его родители происходили из Курляндской губернии. Отец — Песах Иоэлич Вейнберг (1890—1944?) родился в Тукумсе и значился торговцем. В межвоенные годы он был представителем германских электронных фирм в Латвии (AEG, Siemens и других), принимал заказы на поставки, позже работал на текстильном и торговом предприятии «Курземес мануфактура». Мать — Роза Абрамовна (урождённая Блиох, 1892—1941), родилась в Бауске, была домохозяйкой. В 1924 году родился его младший брат Нохум (1924—1998).
В 1930 году поступил в Еврейскую частную основную школу «Эзра» (латыш. Žīdu privāta Ezras pamatskola) в Риге с немецким языком обучения. С 1933 года учился в Рижской городской десятой еврейской основной школе (Rīgas pilsētas 10. žīdu pamatskola), где обучение велось на иврите, с использованием латышского языка. С 1935 года Вейнберг учился в гуманитарном классе гимназии «Еврейского школьного общества Иврит» (Žīdu skolu biedrība Ivrit). Преподавание также велось на иврите, с использованием латышского языка. После окончания гимназии летом 1940 года Вейнберг поступил на отделение истории философско-филологического факультета Латвийского государственного университета (далее — ЛГУ).
10 августа 1941 года вся семья была заключена в рижском гетто, где 7 декабре того же года погибла мать. В ноябре 1943 года И. Вейнберг с отцом и братом был депортирован в концентрационный лагерь Кайзервальд на окраине Риги, позже оттуда — в отделение этого концлагеря в Дундаге, где был на принудительных работах. Летом 1944 года, в связи с приближением фронта, Иоэл Вейнберг вместе с отцом и братом были переведены на принудительные работы в концентрационный лагерь Штуттгоф. Затем двух братьев перевели в Бухенвальд, оттуда в филиал этого лагеря у Йены; их отец остался в Восточной Пруссии, где погиб. В августе 1945 года братья Иоэл и Нохум вернулись в Ригу.
По складу ума, характеру и склонностям И. П. Вейнберг был чистым гуманитарием: техникой не интересовался, склонности к физическому труду не имел. В качестве родного языка после войны указывал латышский, но также в совершенстве владел немецким и русским, кроме того английским, французским, древнееврейским, арамейским, латынью и несколько хуже древнегреческим. Основательную языковую подготовку получил в детстве и юности благодаря отлично поставленному преподаванию и высоким требованиям в школах, где обучался, но русский хорошо освоил уже будучи взрослым.

### Преподавательская деятельность и работа в библиотеке
В 1946 году Иоэл Вейнберг экстерном окончил исторический факультет Латвийского университета (в советское время именовался Латвийский государственный университет — далее ЛГУ). Ещё будучи студентом, с октября 1945-го по июнь 1946 года подрабатывал в редакции газеты «Darba Balss» (Рабочий голос) и с этого времени приобрёл привычку много писать. В 1946—1948 и 1951—1962 годах работал главным библиографом Государственной библиотеки Латвийской ССР. В 1947 году И. П. Вейнберг поступил в аспирантуру исторического факультета ЛГУ, а с сентября 1948 года стал ассистентом исторического факультета этого же университета, с 1950 года — старшим преподавателем с полной учебной нагрузкой. Работал на кафедре истории древнего мира и средних веков (с начала 1951 года на кафедре всеобщей истории), где вёл занятия по истории древности. В 1949 году в университете начались политические чистки, в результате многие работники, в том числе и Иоэл Вейнберг в августе 1951 года, вынуждены были уйти.
3 декабря 1962 года И. П. Вейнберг был принят на работу в Даугавпилсский педагогический институт (далее — ДПИ, в 1993 году ДПИ переименовали в Даугавпилсский педагогический университет, с 2001 года просто Даугавпилсский университет) на должность старшего преподавателя кафедры марксизма-ленинизма. С начала 1964/1965 учебного года Вейнберг числился на кафедре истории КПСС того же учебного заведения и читал курсы по археологии, истории древнего мира, новой и новейшей истории стран Азии и Африки для латышского и русского потоков студентов ДПИ. Решением высшей аттестационной комиссии 31 июля 1965 года Иоэл Песахович был утверждён в учёном звании доцента. В ДПИ при филологическом факультете работало заочное отделение для историков. С 1965/1966 учебного года, на том же факультете в качестве второй специальности была введена история, и Вейнберг теперь сосредоточился на преподавании только истории древности и археологии. 1 августа 1969 года из кафедры истории КПСС в качестве отдельной структуры была выделена кафедра истории СССР и всеобщей истории (с 1990 года — кафедра истории). Иоэл Песахович стал её штатным сотрудником. 10 июля 1974 года был утверждён в должности профессора кафедры истории СССР и всеобщей истории ДПИ. С 21 ноября 1977 года по 11 января 1983 года состоял заведующим указанной кафедры.
И. П. Вейнберг слыл строгим преподавателем, халатное отношение со стороны учащихся им не допускалось. В то же время он умел заинтересовать слушателей и поощрял тех, кто готов был работать. Его отношение к преподаванию было творческим. Многое, что не входило в круг формальных обязанностей, Иоэл Песахович готов был делать бесплатно, если это улучшало качество подготовки учащихся. В 60-80 годы, под его председательством, в ДПИ работал студенческий научный кружок по углубленному изучению древности.
В 1991—1992 годах И. П. Вейнберг был первым ректором Открытого еврейского университета в Риге. В 1993 году репатриировался в Израиль и жил в Иерусалиме. С 1994 по 2000 год — профессор отделения Библии и Древнего Востока в Университете имени Бен-Гуриона в Беэр-Шеве.

## Научная деятельность
Кандидатская работа была подготовлена под руководством проф. К. М. Колобовой (1905—1977) и называлась «Образование провинции Азии». Исследование было посвящено подчинению Пергамского царства и созданию системы управления его территорией под властью Рима в II—I вв. до н. э. На примере этого материала Вейнберг пытался показать некоторые черты и закономерности процесса возникновения Римской империи. Защита прошла в Ленинграде и 29 ноября 1954 года Совет Ленинградского государственного университета присвоил Иоэлю Песаховичу учёную степень кандидата исторических наук. Диплом был выдан 14 ноября 1955 года.
Докторская диссертация И. П. Вейнберга была подготовлена в 1960-е, начале 70-х годов. Больше всего он контактировал с И. Д. Амусиным (1910—1984), который и был его главным консультантом. Однако её продвижению и защите мешали бюрократические препоны в советской науке тех лет. Также нужно было приспосабливаться к идеологическим лекалам и менявшейся международной обстановке. Окончательным названием стало «Гражданско-храмовая община в западных провинциях Ахеменидской державы». Объектом исследования была гражданско-храмовая община Палестины VI—IV вв. до н. э., полнее других отражённая в источниках ахеменидского времени. Изучались её структура, генезис и место в древнеперсидской державе. Проводились сравнения с другими схожими институтами Ближнего Востока в древности. Защита прошла в Тбилиси на заседании учёного совета Института истории, археологии и этнографии им. И. А. Ждавахишвили АН Грузинской ССР. Решением высшей аттестационной комиссии 7 декабря 1973 года И. П. Вейнбергу была присвоена учёная степень доктора исторических наук. 21 февраля 1974 года об этом был выдан диплом.
Основные работы посвящены изучению Библии, истории и литературе древних евреев и других народов Ближнего Востока. До середины 60-х годов Вейнберг был учёным локального латвийского значения, о чём свидетельствуют его публикации, выходившие лишь в Латвии и на латышском языке. С конца 60-х годов работы Иоэла Песаховича выходили одна за другой на разных языках (русском, латышском, немецком, английском, иврите) в России, Латвии, Грузии, Армении, ГДР, Венгрии, Чехословакии, Бельгии, ФРГ, Англии, США, Франции, позже в Израиле. В год в различных сборниках и журналах публиковалось по нескольку его научных статей. Учёный является автором многих книг. Постоянно участвовал в различных научных конференциях проходивших в СССР и за границей. Сам был организатором Всесоюзных конференций посвященных истории и культуре Древнего Востока, состоявшихся в Даугавпилсе в 1980 и в 1985 годах. 70-80-е годы XX века — период расцвета преподавательской и научной деятельности Вейнберга. В это время он вышел на всесоюзный и международный уровень, стал известным и уважаемым коллегами учёным.
Научные взгляды Иоэла Песаховича сложились в 60-70-е годы. Большое влияние на него оказал методологический подход медиевиста А. Я. Гуревича (1924—2006), а также теория К. Ясперса (1883—1969) об «Осевом времени» человечества. Вейнберг, в своих работах, пытался реконструировать систему координат, с помощью которой люди древности ориентировались в окружающем мире, и через это понять их. Будучи атеистом и занимаясь Библией Иоэла Песаховича интересовала только наука и чисто научный подход. Он глубоко погружался в исследуемый им текст, проводил его лингвистический, статистический, семантический и концептуальный анализ, сравнивал с другими письменными источниками Древнего Востока, выявлял смысловое значение и чистоту употребления ключевых слов и на этом основании делал выводы.
Его статьи публиковались в журналах «Zeitschrift für die alttestamentliche Wissenschaft», «Orientalia Lovaniensia Periodica», «Vetus Testamentum», «Klio», «Transeuphratène», «Archiv Orientální», «Вестник древней истории», «Народы Азии и Африки» и других.
В книге «Рождение истории» рассматривает особенности исторической мысли Ближнего Востока и показывает особенности её методов, модели мира и её историзма. «Ставшим уже классикой» указывала на оный труд д-р ист. наук М. Бобкова.
В трёхтомном «Введении в Танах» Вейнберг даёт обзор основных выводов и проблем современной библеистики.

## Награды и почётные звания
Признание заслуг Вейнберга выразилось в многочисленных поощрениях, которые ему неоднократно предоставляло начальство.
- 1983 год — указом президиума Верховного Совета ЛССР был награждён медалью «Ветеран труда»
- 1996 год — присвоено звание Почётного доктора Даугавпилсского педагогического университета
- 2001 год — присвоена премия Спидолы Латвийского фонда культуры[18]
- 2016 год — в главном здании Даугавпилсского университета аудитории № 312 присвоили имя проф. И. П. Вейнберга[19].

## Семья
- Жена (вступили в брак в 1948 году) — Любовь Абрамовна (урождённая Гилевич, 1926—2013), также историк, работала учителем в школе.
- Сын Павел (род. в 1952 году) — кандидат биологических наук, работает ведущим научным сотрудником Северо-Осетинского государственного заповедника.

Скончался проф. И. П. Вейнберг 20 мая 2011 года в Иерусалиме и там же был похоронен на кладбище «Гора успокоения» .

### Диссертации
- Образование провинции Азии. Автореф. дисс. … к. и. н. Л., ЛГУ. 1954.
- Гражданско-храмовая община в западных провинциях Ахеменидской державы. Дисс. … д. и. н. Тб., 1973.

### Книги
- Veinbergs J. Krišjānis Valdemārs Ēdolē. Rīga: b.i., 1948.
- Veinbergs J. Senā un jaunā Ēģipte. Rīga: LVI, 1958.
- Veinbergs J. Sīrija mostas jaunai dzīvei. Rīga: LVI, 1958.
- Veinbergs J., Kudinovs P. Ķīna gadu tūkstošu ritumā. R.: LVI, 1960.
- Veinbergs J. Pazudušās pilsētas. Rīga: LVI, 1960.
- Veinbergs J. Dienvidos no Sahāras. Rīga: LVI, 1961.
- Veinbergs J. Kristiānisma izcelšanās. Rīga: LVI, 1963.
- Veinbergs J. Cienīga nāve labāka par necienīgu dzīve. Rīga: LVI, 1965.
- Veinbergs J. Vecā Derība mūsdienu zinātnes skatījumā. Rīga: Liesma, 1966. (Ветхий завет в свете современной науки). (на латыш. яз.) Рига, 1966.
- Veinbergs J. Vecā Derība: mīti, fakti, dogmas. Rīga: Liesma, 1969. (Ветхий завет: мифы, факты, догмы). (на латыш. яз.) Рига, 1969.
- Veinbergs J. Kolumbi pirms Kolumba. Rīga: Liesma, 1973.
- Вейнберг И. П. Человек в культуре древнего Ближнего Востока. (Серия «По следам исчезнувших культур Востока»). М., Наука. 1986. 208 стр.
- Veinbergs J. Piramīdu un zikurātu ēnā: cilvēks seno Tuvo Austrumu kultūrā. Rīga: Zinātne, 1988.
- Weinberg J. Citizen-Temple Community. Sheffield: Sheffield Academic Press, 1992. 159 p.
- Вейнберг И. П. Рождение истории: Историческая мысль на Ближнем Востоке сер. 1 тыс. до н. э. М., Наука-Восточная литература. 1993. 352 стр. 5000 экз.
- Weinberg J. Der Chronist in Seiner Mitwelt. (Beihefte Zur Zitschrift Fuer Die Alttestamentliche Wissenschaft Ser No 239) New York, Walter de Gruyter. 1996. 334 p.
- Вейнберг И. П. Введение в Танах. В 4 ч. (Библиотека «Иудаика»). М.-Иерусалим, Гешарим. 2002-05.
  - Ч.1. Пространство и время Танаха. Ч.2. Пятикнижие — через испытания к свершению. 2002.432 с.1 т.э.
  - Ч.3. Пророки. 2003.368 с.1500 э.
  - Ч.4. Писания. 2005.368 с.1000 э.
- Weinberg J. The Citizen-Temple Community. Sheffield: Sheffield Academic Press, 2009.

### Подготовленные учебные пособия
- Veinbergs J. Arheoloģijas priekšmets un uzdevumi. Daugavpils: b.i., 1972.
- Veinbergs J. Arheoloģijas zinātnes attīstība. Daugavpils: b.i., 1974.
- Вейнберг И. П. Материалы для подготовки к занятиям на I курсе филологического факультета. Муране С. Н. (ред.). Даугавпилс: ДПИ, 1981.
- Вейнберг И. П. Методические материалы в помощь студенту-заочнику исторического отделения филологического факультета ДПИ. Даугавпилс: ДПИ, 1981.
- Veinbergs J. Metodiski palīgmateriāli DPI filoloģijas fakultātes vēstures nodaļas neklātienes studentiem. Rīga: DPI, 1981.
- Veinbergs J. (sast.). Teksti Seno Austrumu vēsturē. Steprāne I. un Nītiņa D. (red.). Daugavpils: DPI, 1981.
- Veinbergs J. Seno ebreju sabiedrība un kultūra: palīgmateriāli kultūras vēstures kursam. Rīga: Ē. Rubeņa apgāds «Vīgante», 1991.

### Книги о нём
- Иоэл Вейнберг. Труды и дни. Салениеце И., Шаудиня В. (ред.). Daugavpils: DU izdevniecība «Saule», 2011.